# Delft Aerospace Rocket Engineering
 (novembre 2018).
Delft Aerospace Rocket Engineering (DARE) est une société dirigée par des étudiants au sein de l'Université de technologie de Delft, qui compte plus de 150 membres. Le groupe d’étudiants s’intéresse principalement au développement de la technologie des fusées sans but lucratif. Tous les développements, des moteurs à l'électronique, sont réalisés en interne. Bien que plusieurs projets soient menés par DARE, le projet phare du groupe est le projet Stratos. Ce projet comprenait la fusée-sonde Stratos I, lancée en 2009 depuis Esrange et établissant le record d'altitude européen en matière de fusée amateur à 12,5 km,. Le successeur de ce véhicule était le Stratos II +, lancé le 16 octobre 2015 depuis El Arenosillo (géré par l'Instituto Nacional de Técnica Aeroespacial) en Espagne, atteignant une altitude de 21,5 km et battant le record d'altitude européen. À l'été 2018, Stratos III a été lancée, se désintégrant 20 secondes après son lancement. Son successeur, Stratos IV, est en cours de développement et son objectif est de gagner de l'espace à l'été 2019. La technologie mise au point dans DARE est strictement non militaire.
Outre les fusées à haute altitude, DARE développe également des fusées plus petites pour la compétition néerlandaise CanSat, avec un apogée de 1 km.

## Historique
DARE a été fondée en 2001 par six étudiants en tant que comité de l’association VSV Leonardo da Vinci de la faculté d’ingénierie aérospatiale de l’Université de Delft. Le nombre de membres est passé à plus de 120 en 2017. DARE est l'un des «Dreamteams» de l'université, et compte également Nuna, Forze et DUT Racing. Au fil des ans, DARE a développé une expertise dans les trois principales technologies de propulsion des fusées (solides, liquides et hybrides), avec plusieurs articles de conférence publiés chaque année. L'année 2009 a marqué le lancement du Stratos I de DARE, qui a établi le record d'altitude européen de 12,5 km pour les fusées étudiantes. Par la suite, le développement des moteurs de fusées hybrides a débuté, aboutissant au 8ème DHX-200 "Aurora". Ce moteur propulsé par Stratos II, qui après un lancement raté en 2014, a battu le record d’altitude en Europe pour les fusées d’étudiants en 2015.

## Lancements
Le DARE effectue 2 à 4 lancements de roquettes par an à une altitude maximale de deux kilomètres. Ces lancements ont lieu au nord des Pays-Bas 't Harde. Pour atteindre des altitudes plus élevées, DARE participe occasionnellement à des campagnes de lancement ailleurs en Europe.

## Facilités
Le travail de DARE se déroule sur deux sites du campus TU Delft. Le premier est un atelier axé sur la fabrication (appelé « LaikaLab ») dans le Dreamhall de TU Delft. Ici a lieu les majeures parties de la production de fusées. Le deuxième atelier est un ensemble de bureaux pour les réunions, la conception théorique et le développement de l’électronique. Cette installation (appelée «KorolevLab») est située dans la faculté EWI de l'université et est gérée par l'institut de robotique TU Delft.

## Projets
DARE dispose d'un certain nombre d'équipes travaillant sur des domaines spécifiques de la technologie des fusées, de la logistique, de la promotion et de l'acquisition de sponsors.

### Propulsion Solide
La plupart des fusées de DARE fonctionnent avec des propulseurs à propergol solide, développés et fabriqués par l’équipe de Solid Six et le Safety Board. Les propulseurs utilisés sont soit un mélange de sorbitol et de nitrate de potassium, connu sous le nom de rocket candy, soit un mélange de nitrate d'ammonium et d'aluminium appelé Alan-7. L'échelle des moteurs développés va de 300 N à 7 000 N.

### Propulsion Hybride

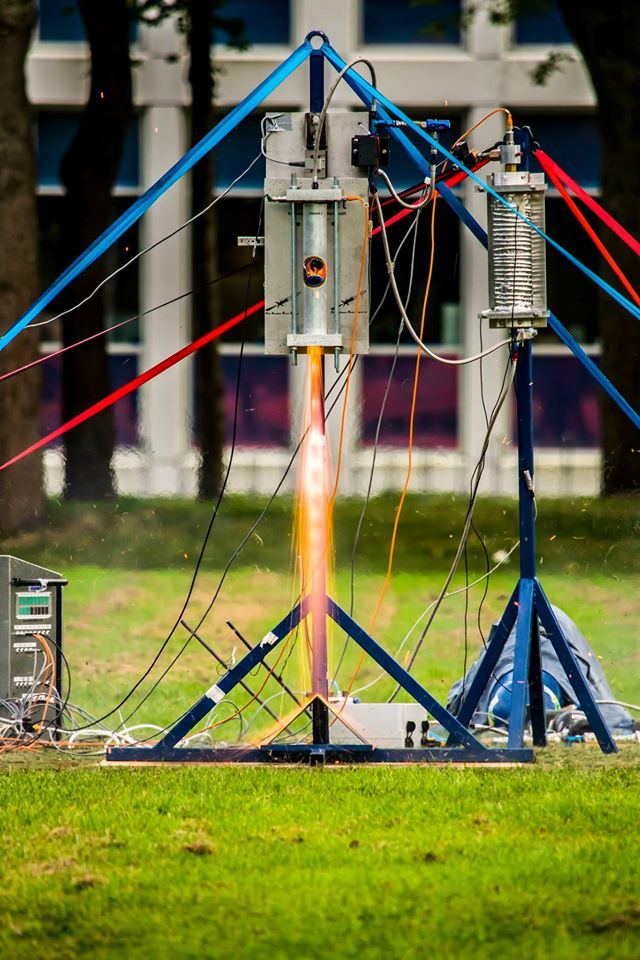
Essai du moteur de fusée hybride "Phoenix" par DARE

Après le lancement de Stratos I, les recherches sur propulsion hybride (fusée) ont commencé au sein de DARE. Après des recherches théoriques approfondies, des essais à petite échelle (allant de 500 à 1100 N) ont commencé à acquérir de l'expérience avec le système et à sélectionner la configuration optimale du moteur. Le carburant choisi était un mélange de sorbitol, de paraffine et d’aluminium, combiné à de l’oxyde d’azote comme oxydant. Ce travail a abouti à plusieurs publications dans plusieurs revues différentes, dont le journal de l'Institut américain de l'aéronautique et de l'astronautique. Les versions à plus grande échelle de ce moteur sont utilisées pour alimenter Stratos II + et III, les projets phares de DARE.

### Propulsion Liquide
Alors que tous les moteurs à grande échelle développés par DARE sont actuellement des moteurs hybrides à base d'oxyde nitreux, la logistique et la fabrication empêchent de développer ce type de moteur. Pour cette raison, le développement de LOX - Éthanol moteur-fusée à ergol liquide a débuté au sein de DARE, dans le but d’alimenter les futures missions de Stratos.

### Équipe de contrôle avancée
Toutes les fusées DARE sont stabilisées passivement, grâce à la taille et au positionnement des ailettes relativement bien pensé des ailerons. Par conséquent, les vents latéraux de moyenne à haute altitude peuvent limiter considérablement l’altitude que peut atteindre une fusée. L'équipe de contrôle avancée développe une technologie permettant de stabiliser activement la fusée lors de son ascension.

### Électronique
Tous les  circuits imprimés et logiciels sont fabriqués sur mesure et développés en interne au sein du DARE. Ils sont utilisés pour déployer des parachutes, contrôler les moteurs et transmettre des données radio pendant et après le lancement.

### SRP (Small Rocket Project)
Le projet de la petite fusée (connu sous le nom de Concours d’œufs brouillés) est le programme de DARE visant à initier les membres de première année et d'autres étudiants intéressés aux principes de base de la fusée. L'objectif du projet est de lancer une fusée à une altitude de 1 km avec un œuf cru à bord et de rendre cet œuf intact. Pour aider les élèves à atteindre cet objectif, le projet commence par plusieurs conférences expliquant les principes fondamentaux de la fusée, la stabilité des fusées et la conception des parachutes. Ces conférences sont données par des membres chevronnés de DARE, qui sont également des mentors qui conseillent et guident les groupes pendant le projet. Les groupes sont largement libres dans leurs conceptions, bien que chaque fusée doive passer une vérification de sécurité finale, et les moteurs de fusée à propergol solide pour les fusées sont fournis par DARE. Le projet se termine par une journée de lancement dans une gamme d'essais militaires, où chaque conception est mise à l'épreuve.

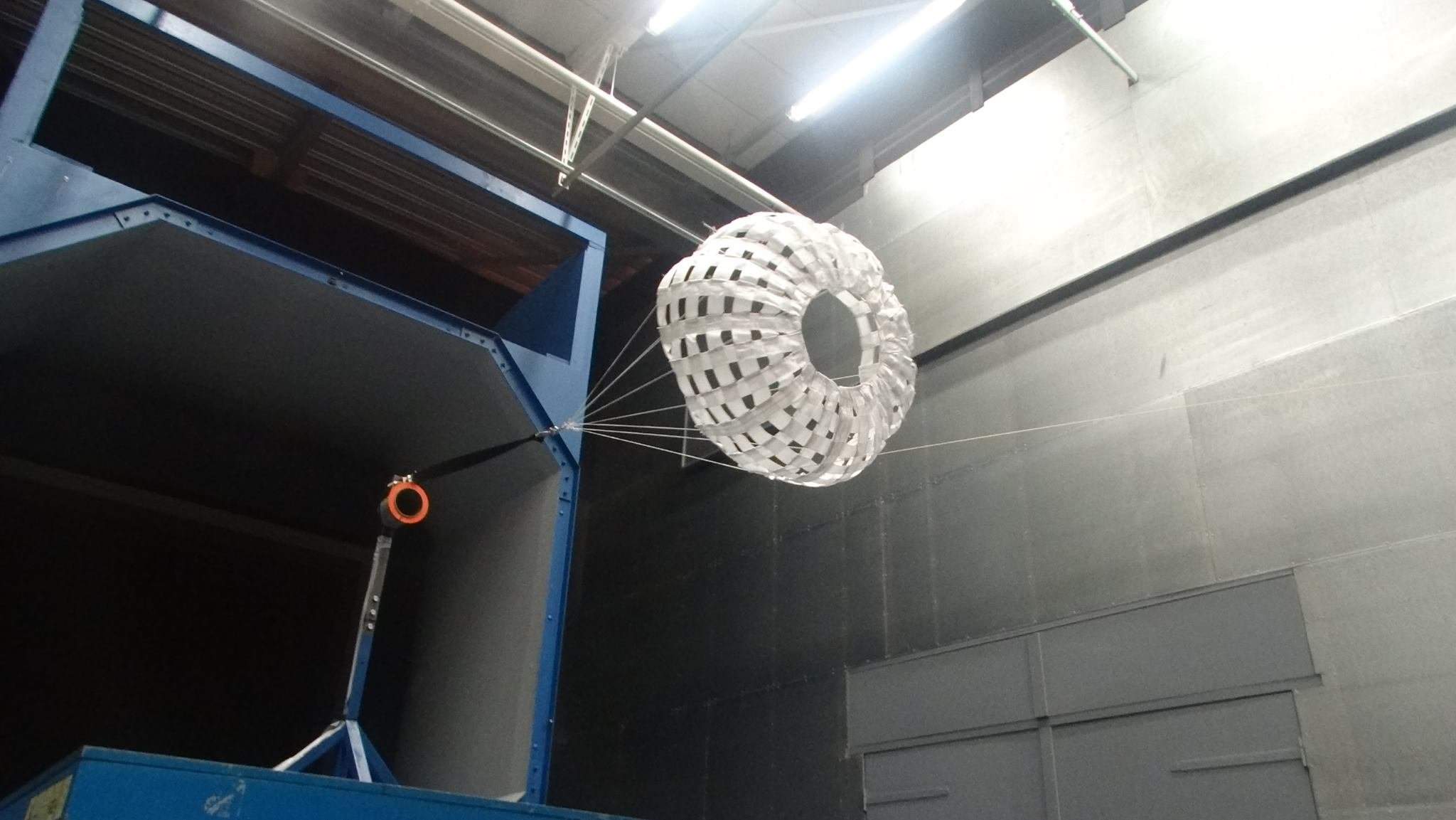
Essai du parachute de freinage par DARE à l’Open Jet Facility de TU Delft

### CanSat
DARE participe aussi activement à la fourniture du service de lancement du projet néerlandais CanSat. DARE développe, produit, teste et lance notamment les lanceurs CanSat (CSL). Au fil des ans, ces lanceurs ont subi plusieurs itérations de développement, équilibrant la fiabilité, la reproductibilité et la capacité de charge utile. L'actuelle version CSL 7 se compose d'un cadre entièrement en aluminium et, propulsée par un moteur à propergol solide, elle peut soulever environ cinq à six CanSats à une altitude d'un kilomètre. Le CSL V7 a récemment été utilisé comme banc d'essai pour tester les nouvelles technologies développées par DARE.

### Aether
En 2015, le projet Aether a été lancé. Il met l'accent sur la démonstration de plusieurs nouvelles technologies développées au sein de DARE, qui pourront ultérieurement être mises en œuvre dans des projets plus importants. Il comprend:
- Stabilisation active canard adaptée au vol transsonique
- Un moteur à propergol solide de 7 kN
- Un mécanisme de déploiement avancé parachute balistique, tel que requis par la campagne de lancement de Stratos II +

### Panneau de Sécurité
Le Safety Board ne développe pas activement de fusées, mais se compose de membres DARE expérimentés, qui peuvent rejoindre le Safety Board après au moins une formation d’un an. Le Safety Board supervise les tests effectués au sein du DARE, vérifie les fusées avant le lancement et est responsable pour tous les éléments liés à la sécurité du travail de DARE. Le comité de sécurité peut annuler toute décision relative à la sécurité.

## Stratos

### Stratos I
Stratos I établi le record de l'altitude maximale atteinte par une fusée étudiante, à 12,5 km. Il a été lancé depuis Esrange en Suède en 2009. C'était une fusée solide en deux parties fusée solide, alimentées par des boosters développés et construits au sein de DARE. Après une ascension réussie, les parachutes ne se sont pas déployés et les deux parties se sont écrasées. L'altitude et le lieu de l'accident ont été retrouvés à partir de l'équipement de lancement, permettant ainsi de récupérer la deuxième partie après le lancement. La première partie n’a été retrouvée que huit ans plus tard, lors d’une vérification de routine du site de lancement.

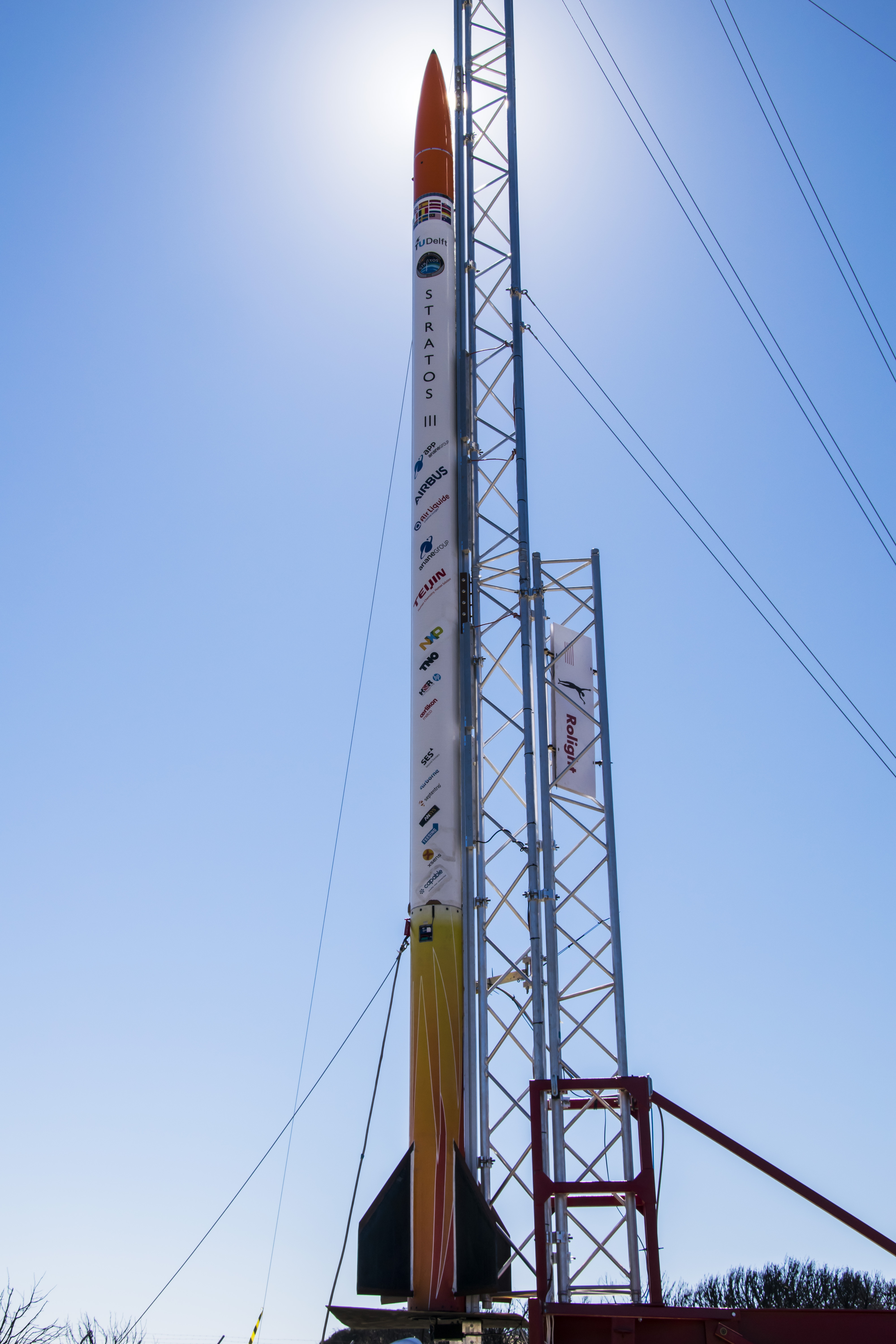
Fusée sonde Stratos III.